# Subaru Outback
Subaru Outback — це середньорозмірний кросовер, що виробляється концерном Subaru з 1995 року. Його початкова концепція зародилася в Subaru of America, Inc. (SOA), яка якраз у середині 1990-х років страждала від падіння продажів через відсутність адекватної пропозиції в ніші SUV, яка саме була у розквіті. Не маючи фінансів на проектування нового SUV, у Subaru вирішили додати пластикові обвіси і трохи припідняти підвіску в їхньому універсалі Legacy. Назвали новий автомобіль Legacy Outback на честь диких регіонів Австралії. Австралійський актор Пол Гоґан презентував нову модель на ринку Північної Америки, граючи на австралійському походженні назви моделі і просуваючи автомобіль як адекватну й ефективнішу альтернативу громіздким SUV.
Усі «Аутбеки», що продаються у світі, мають повний привід як стандартний і єдиний доступний варіант приводу.
Рівень продажів нової моделі настільки перевищив сподівання, що Тім Магоні, старший віце-президент Subaru of America заявив: «[Outback] врятував нашу компанію».
Subaru представила Outback в Японії під назвою Legacy Grand Wagon, а пізніше, у 1997 році, перейменували його на Legacy Lancaster. Починаючи з 2004 року, назву Outback почали використовуватися в усьому світі. Тоді ж Outback почали вважати окремим незалежним модельним рядом (крім ринку самої Японії). Усі автомобілі цього типу походять від субарівського Legacy, за винятком Outback Sport (також відомого як Impreza Outback), який було створено на базі хечбека Impreza.
Деякі джерела вважають, що Subaru своїм Аутбеком створила новий клас автомобілів — кросовери. Інші видання вважають, що Outback є гідним продовжувачем традицій, які в 1979 році започаткувала American Motors своїм Eagle.

## Перше покоління— тип BG (1995—1999)

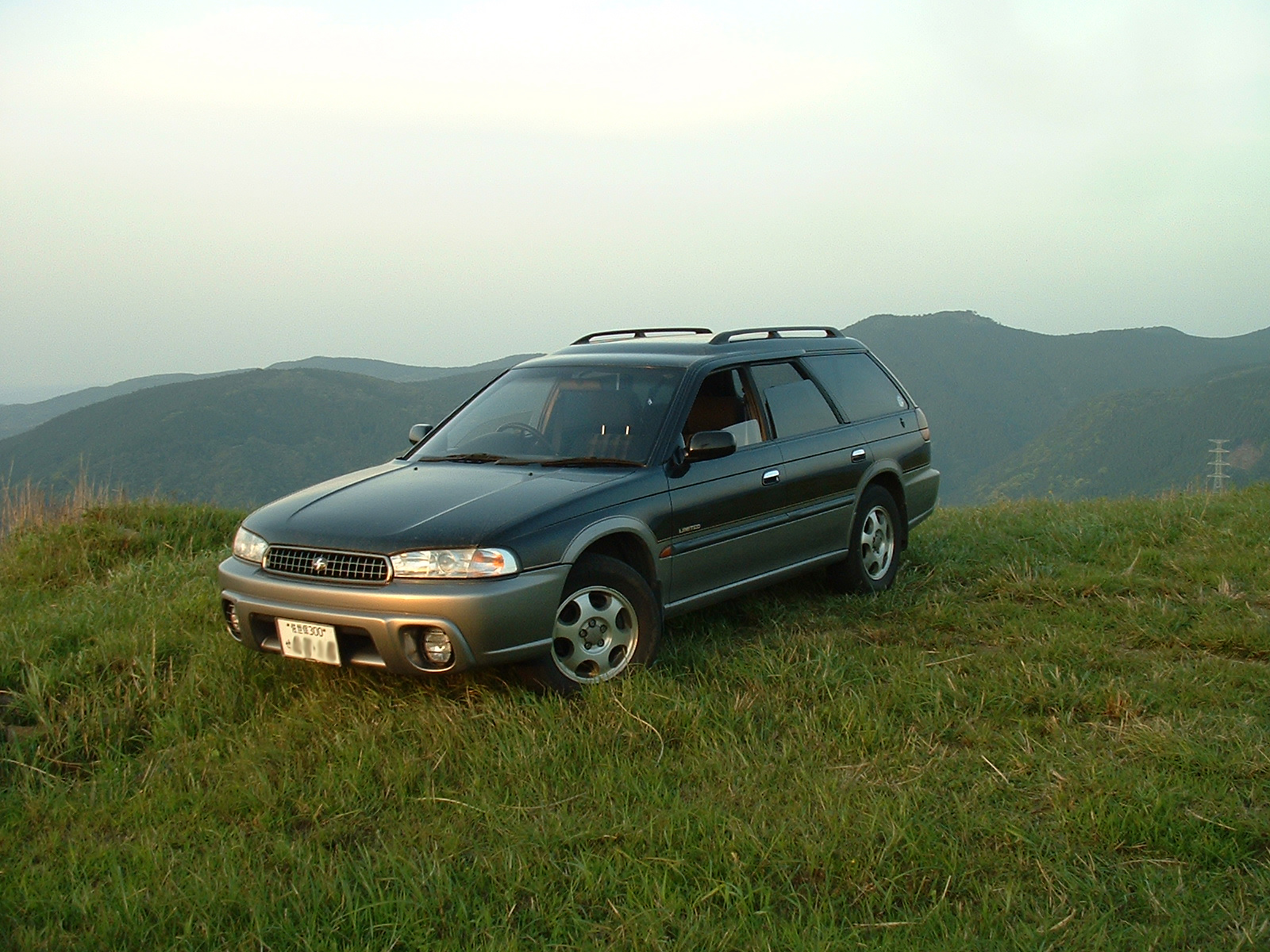
1998 Subaru Legacy Grandwagon Lancaster Limited (Японія)

На ринку Північної Америки Legacy Outback було представлено на автомобільній виставці у Нью-Йорку. В Японії він з'явився у серпні 1995 року під назвою Legacy Grand Wagon, а в Австралії — Liberty Outback. Автомобіль мав звичайний кліренс, але був декорований у «джиперському» стилі, пофарбований у два кольори та обладнаний протитуманними фарами. Екстер'єр проектував Олівер Боулі, якого найняли в Subaru як контрактора.
У США Outback став незалежною модельною лінійкою з 1996 року. До того часу він вже набув специфічних відмінностей, які включали унікальні бампери (з великими фарами, які були вмонтовані прямо в бампер), стилізовані під твід тканина сидінь та вставки у дверях, більші колеса з агресивнішими шинами, та збільшеним до 185 мм кліренсом (200 мм у Японії). Пластикові молдинги не встановлювалися на Outback. Нижня половина дверей фарбувалася контрастним кольором, яким фарбували і нижні частини переднього та заднього бамперів.
Попереднє покоління Legacy мало як опцію пневматичну підвіску, яка давала змогу за бажанням водія тимчасово збільшувати кліренс. Однак збільшений напостійно кліренс Outback виявився практичнішим. До цього моменту продажі Subaru в Сполучених Штатах падали. Завдяки винахідливості маркетологів Outback заслужив славу чудового замінника традиційним позашляховикам — надійного вседорожного автомобіля, доступного за ціною та витратах на пальне. Дуже швидко рівень продажу Outback перевищив продаж всіх інших моделей Subaru. Legacy та Outback виготовлялися на заводі Subaru у місті Лафайєт, штат Індіана. Там же ж випускався Isuzu Rodeo — традиційний позашляховик із повним приводом та збільшеним кліренсом.

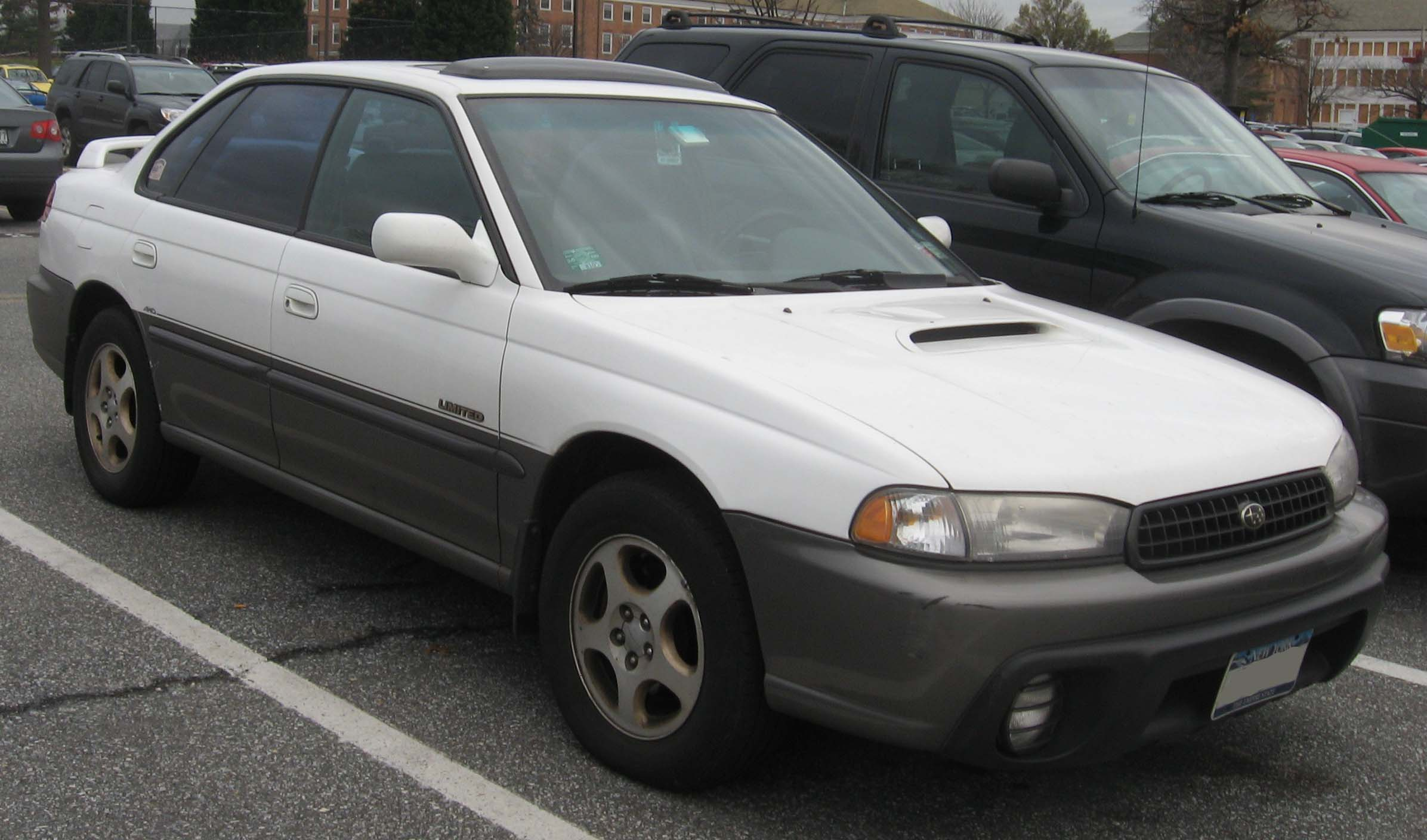
1-ше покоління Legacy SUS Limited

У вересні 1997 року японські Legacy Grand Wagon було перейменовано у Legacy Lancaster і аж до 1998 року автомобілі випускалися під подвійною назвою — Grand Wagon та Lancaster. Grand Wagon та Lancaster можна було придбати лише з 2,0-літровим опозитним 4-циліндровим DOHC-двигуном, якому додали 10 кінських сил у 1998 році. Деякі Grand Wagons японського походження мали цифровий клімат-контроль, клітчасту оббивку сидінь, коробку передач із роздаючою коробкою та кермо Момо з чорної шкіри. Оскільки 2,5-літровий двигун був єдиним доступним у Японії, а габарити автомобіля перевищували норми для автомобілів «компактного» класу, японські покупці Outback були змушені платити податки і збори як за автомобілі великого класу, Outback в Японії вважався автомобілем класу «люкс».
Legacy SUS (від «Sport Utility Sedan» — Седан Спортивного Призначення) було запущено в продаж у 1998 році в Новій Англії, США. Після шаленого успіху у покупців, цей варіант почав продаватися по всій території США вже наступного року. Комплектація «Limited» універсала стала стандартом для варіанту седан. До цього ще додали обвіси та заднє антикрило. SUS з імені забрали при появі другого покоління автомобіля.
Протягом кількох років із дати появи Outback цю назву Subaru чіпляло і на самі Outback, і на Outback Sport, побудований на основі Impreza. Усі Outback, що продаються в США, виготовляються на заводі Subaru of Indiana Automotive у місті Лафаєтт, Індіана.

### Двигуни
- 2,2 л SOHC 135 к. с. H4
- 2,5 л DOHC 165 к. с. H4

## Друге покоління— тип BH (1999—2003)

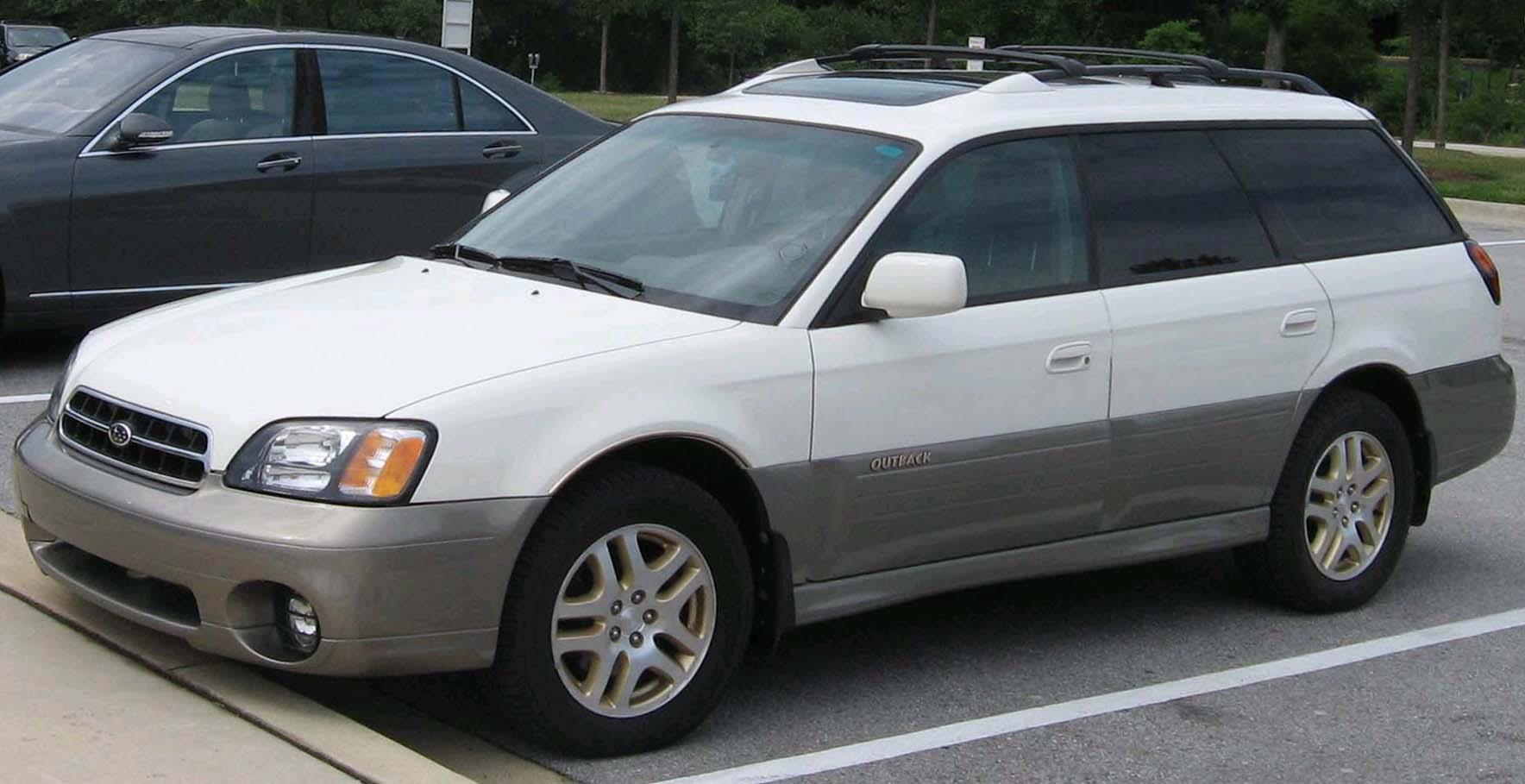
2000—2002 Subaru Outback Limited wagon (США)

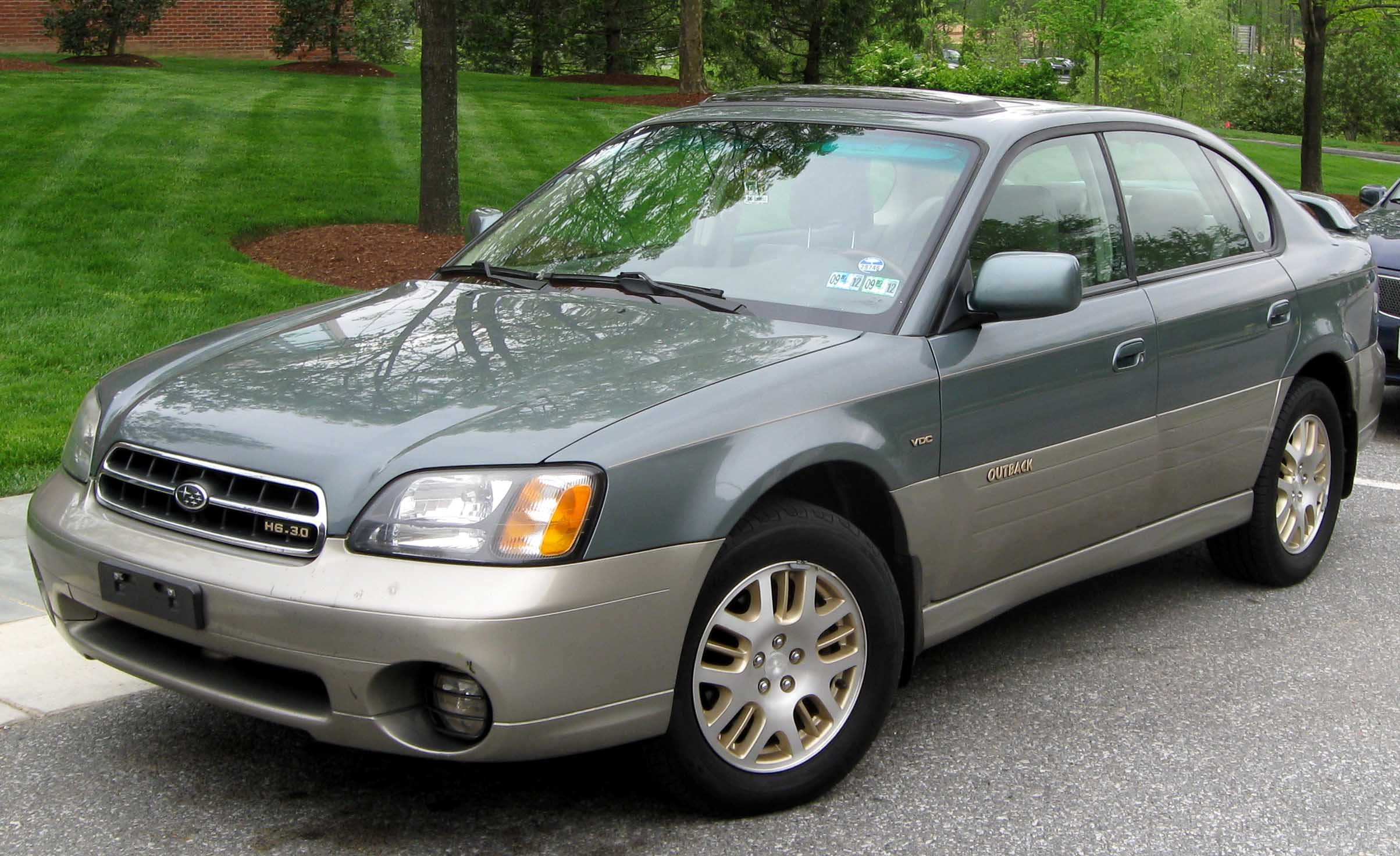
2002 Subaru Outback Limited седан (США)

Базований на 3-му поколінні Legacy, Outback став відокремленою моделлю. Legacy SUS став унікальним явищем для Північної Америки: комплектацію Outback Limited було запропоновано в форматі седана із можливістю встановлення опозитного 6-циліндрового двигуна, який був доступний і для універсала. Цей тип кузова було представлено в Японії у вересні 1998 року під іменем Lancaster другого покоління. Варіант із 6-циліндровим двигуном назвали Lancaster 6. Спеціальна версія для США стала доступною починаючи з 2000 року. Єдиним адекватним конкурентом для Outback був ще один японський автомобіль Nissan Avenir Blaster який з'явився 17 жовтня 2000 року і навіть з вигляду був схожий на Outback.
Спинка заднього сидіння седана Outback не складалася, на відміну від попередніх версій, де можна було скласти спинку у форматі 60:40 для перевезення великогабаритних вантажів. Задні підголівники тепер ставляться у всіх комплектаціях. Кліренс становить 190 мм. Двигун відповідає стандарту Каліфорнії LEV щодо шкідливих викидів.
Усі комплектації зберегли класичні системи повного приводу, які добре себе зарекомендували на автомобілях попереднього покоління. Моделі з ручною коробкою передач мали систему постійного повного приводу, яка розподіляла тягу між осями в пропорції 50/50 за допомогою диференціалу підвищеного тертя. Деякі моделі обладнувалися і диференціалом підвищеного тертя на задній осі, що давало змогу розподіляти крутний момент між правим та лівим задніми колесами. Автомобілі з автоматичними коробками передач мали систему розподілу тяги, контрольовану електронікою, яка в штатному режимі давала 90 % тяги на передню вісь і 10 % на задню. Під час руху розподіл тяги між осями постійно коректувався згідно з умовами руху. Під час прискорення чи руху на підйомі вага автомобіля зміщається назад, зменшуючи зчеплення передніх коліс із дорогою. У такому разі автоматика перекидає додаткову тягу з передньої осі на задню, щоб компенсувати цю зміну. Під час гальмування чи їзди на спуск вага автомобіля, навпаки, зміщається вперед, зменшуючи зчеплення задніх коліс із дорогою. Тоді трансмісія передає більше тяги на передню вісь, покращуючи керованість автомобіля та збільшуючи ефективність гальмування. При увімкненій першій передачі або задній передачі розподіл тяги блокується на рівні 50/50.
Стандартно Outback комплектувався 165-сильним (123 кВт) 4-циліндровим опозитним двигуном, який у 1998 та 1999 роках будувався за схемою DOHC, а пізніше за схемою SOHC, і давав максимум крутного моменту (225 Н·м) на значно нижчих обертах. 2,5-літровий двигун використовував у газорозподільному механізмі (ГРМ) ремінь, який треба було міняти кожні 160 000 км, в той час як 3,0-літровий двигун використовував ланцюг ГРМ, який при нормальних умовах експлуатації заміни не потребував.

### Двигуни
- 2,5 л SOHC 165 к. с. H4
- 3,0 л DOHC 212 к. с. H6

## Третє покоління— тип BP (2003—2009)

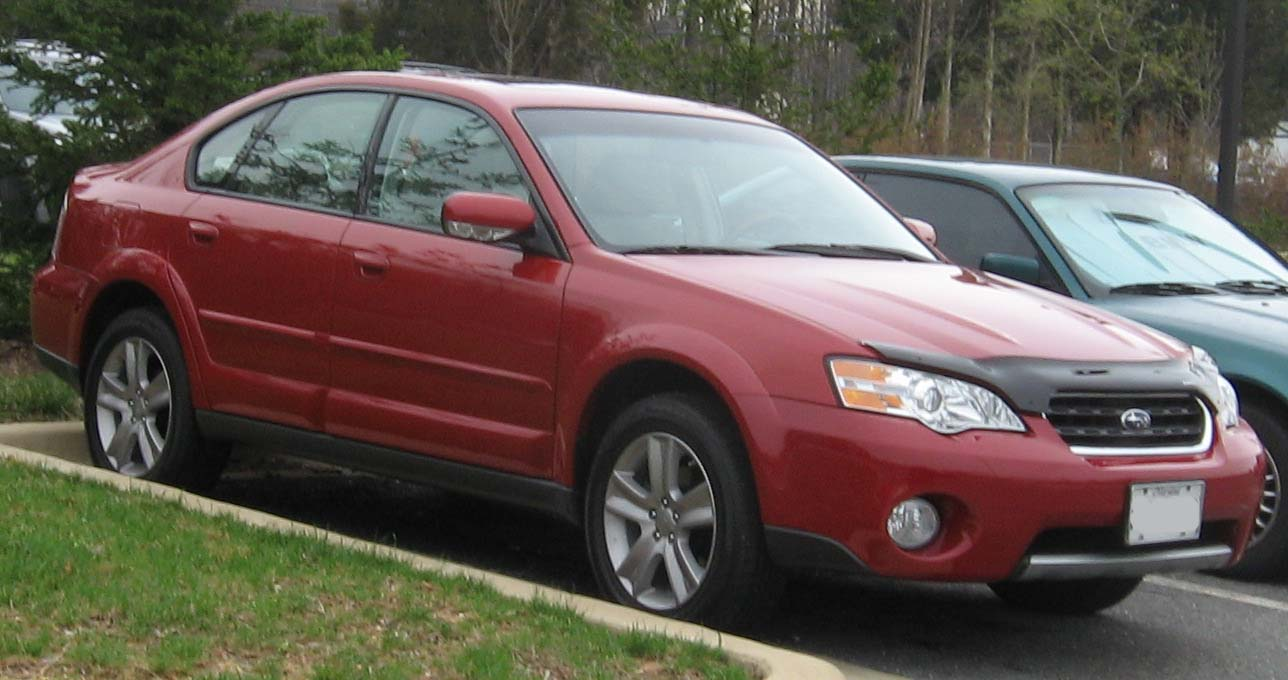
Subaru Outback седан (2003—2008)

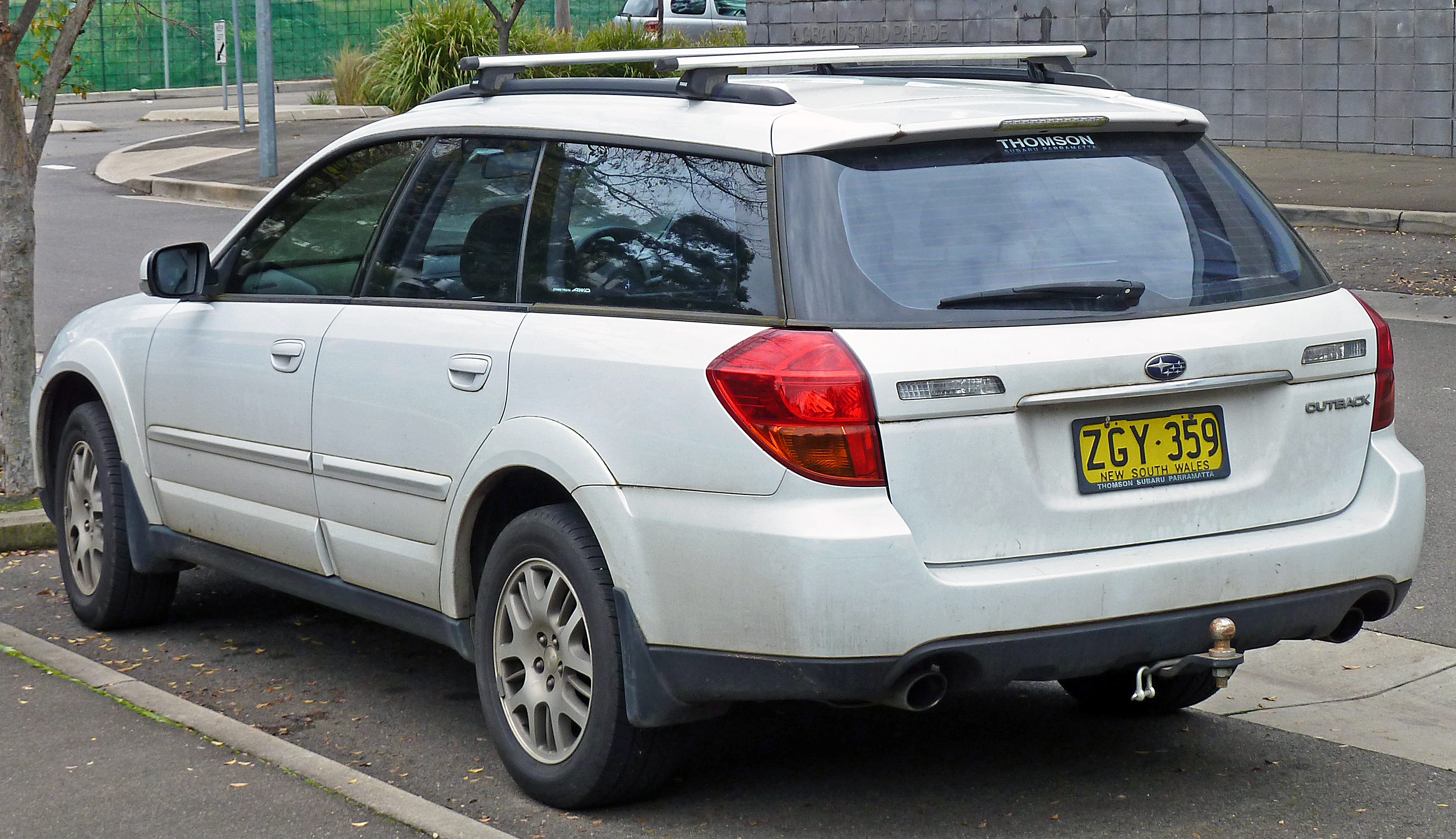
Subaru Outback (2003—2008)

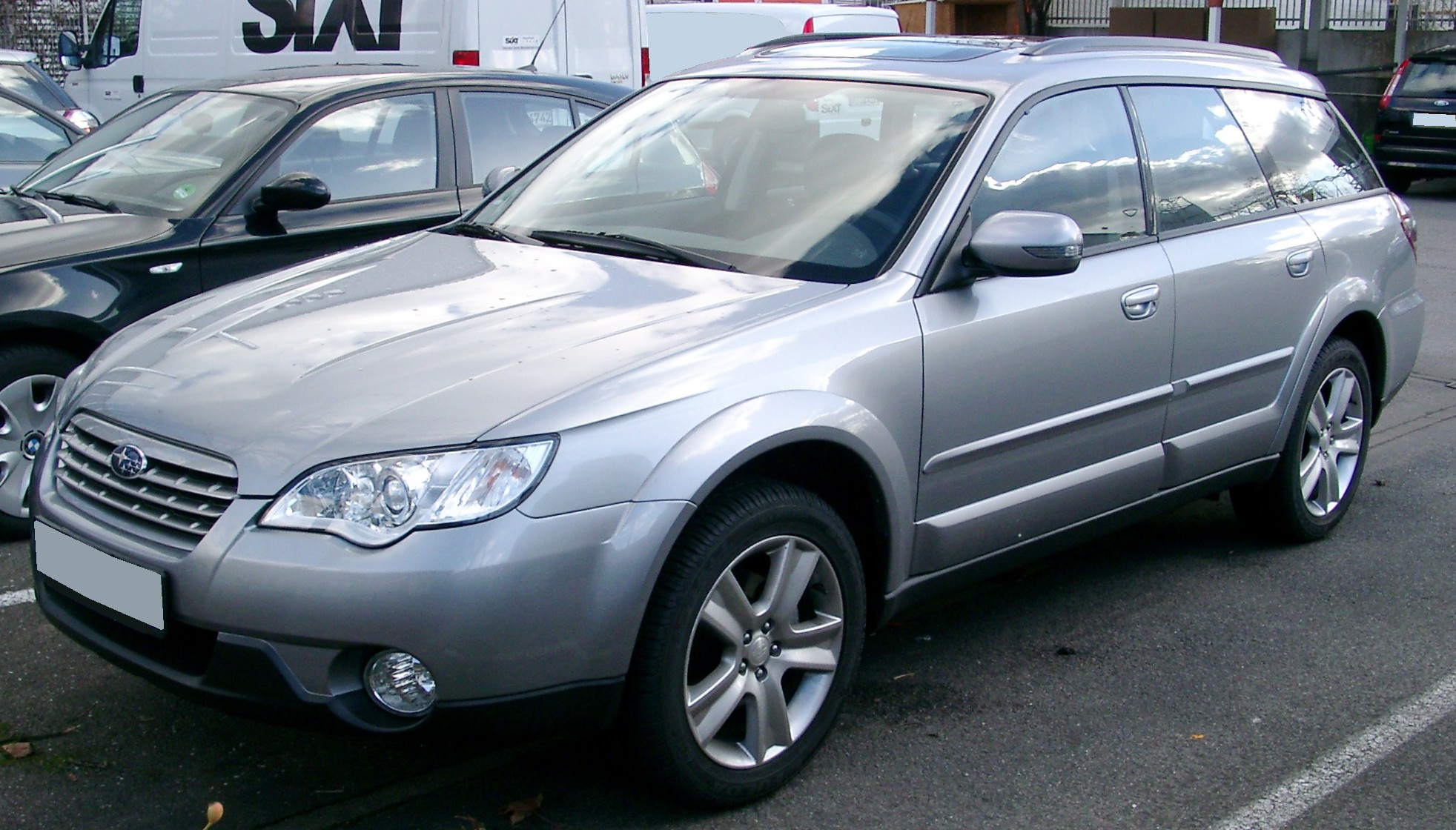
Subaru Outback (2008—2009)

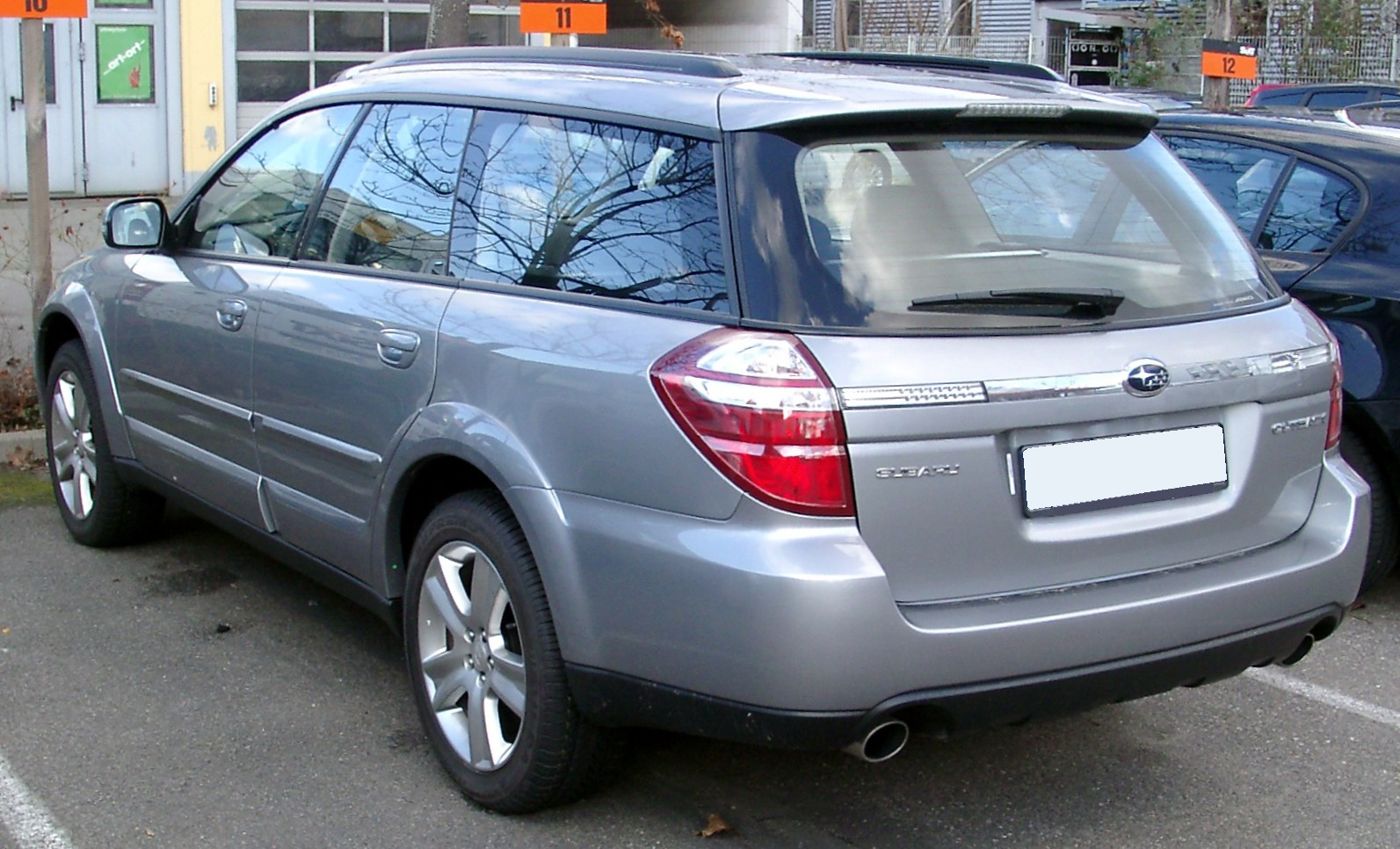
Subaru Outback (2008—2009)

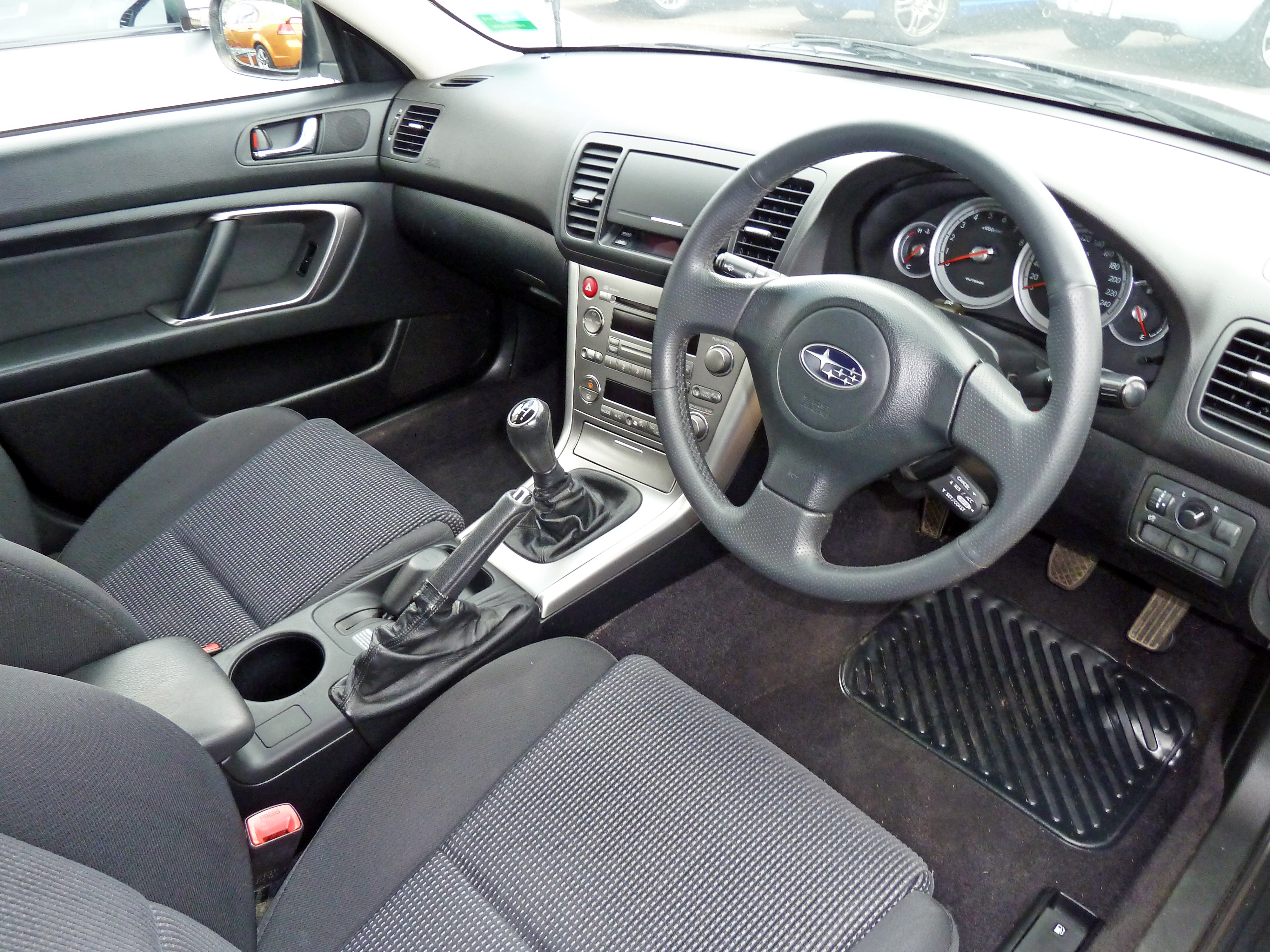

Восени 2003 року представлений Subaru Outback 3-го покоління, створений на основі Legacy четвертого покоління.
Восени 2008 року почався випуск оновленого Subaru Outback, а також модифікації з дизельним опозитним двигуном 2,0 л потужністю 150 к. с. (110 кВт), яка доступна тільки 5-ступінчаста механічна коробка передач.

### Двигуни
- 2,5 л DOHC 175 к. с. H4
- 2,5 л DOHC 250 к. с. H4 turbo
- 3,0 л DOHC 243 к. с. H6
- 2,0 л turbodiesel 148 к. с. H4 (Європа)

## Четверте покоління— тип BM (2009—2014)

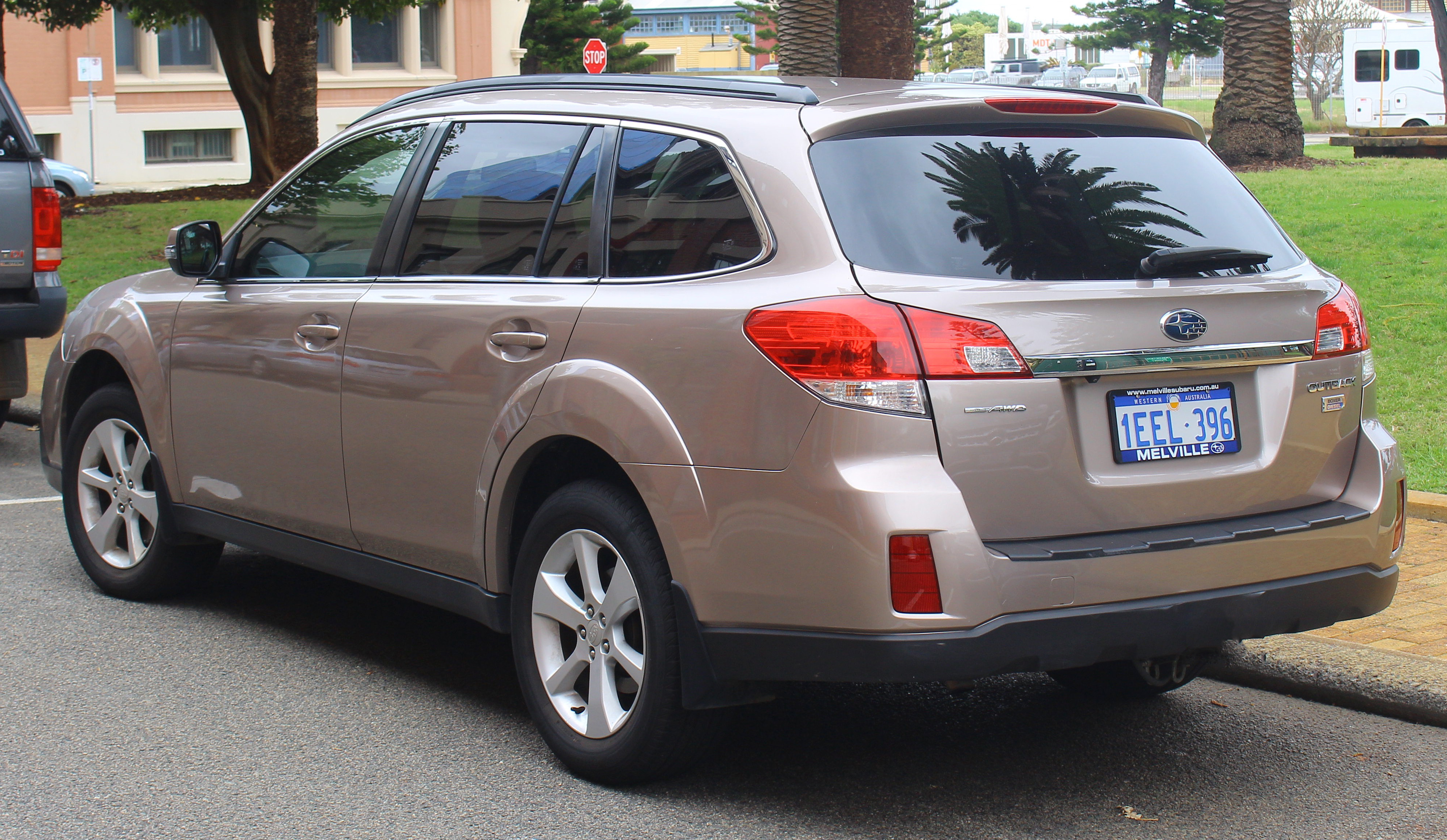
Subaru Outback IV

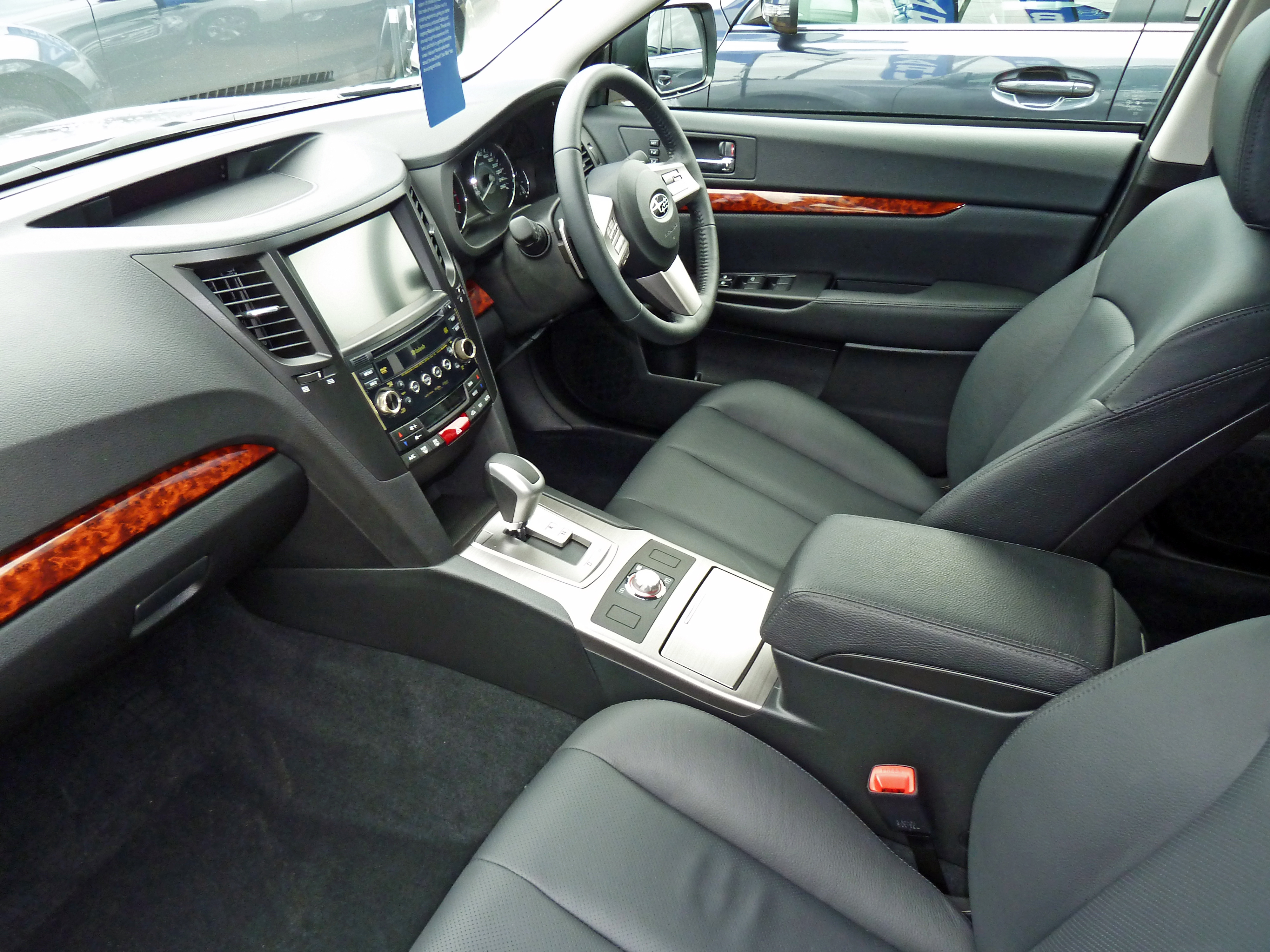

У вересні 2009 року дебютував Subaru Outback 4-го покоління. Автомобіль засновано на базі Legacy BM/BR. Пропонувалися два бензинових і один дизельний двигун на вибір:
- 2,5-літровий 4-циліндровий бензиновий двигун потужністю 123 кВт/167 к. с. (з липня 2009 року).
- 3,6-літровий 6-циліндровий бензиновий двигун потужністю 191 кВт/260 к. с. (липень 2009-го — травень 2013-го).
- 2,0-літровий 4--циліндровий дизельний двигун потужністю 110 кВт/150 к. с. (також доступний із варіатором Lineartronic після 05.2013).

У травні 2013 року Outback модернізували. Відтоді 2,5-літровий бензиновий двигун пропонується тільки з варіатором Lineartronic. Шестициліндровий бензиновий двигун, проте, був знятий із виробництва.

### Двигуни
| Модель                       | Роки виробництва        | Тип (код)                | Потужність при об/хв, Крутний момент при об/хв                  |
| Двигуни для Пн. Америки      | Двигуни для Пн. Америки | Двигуни для Пн. Америки  | Двигуни для Пн. Америки                                         |
| ---------------------------- | ----------------------- | ------------------------ | --------------------------------------------------------------- |
| 2.5i, PZEV (США)             | 2009—2014               | 2457 см3 H4 (EJ25)       | 173 к. с. (127 кВт) при 5600 об/хв, 230 Н·м при 4000 об/хв      |
| 3.6R (США)                   | 2009—2014               | 3630 см3 H6 (EZ36)       | 260 к. с. (191 кВт) при 6000 об/хв, 335 Н·м при 4400 об/хв      |
| Двигуни для Японії           |                         |                          |                                                                 |
| 2.5i (Японія)                | 2009—2014               | 245 см3 H4 (EJ25)        | 170 к. с. (125 кВт) при 5600 об/хв, 229 Н·м при 4000 об/хв      |
| 3.6R (Японія)                | 2009—2014               | 3629 см3 H6 (EZ36)       | 260 к. с. (191 кВт) при 6000 об/хв, 335 Н·м при 4400 об/хв      |
| Двигуни для Великої Британії |                         |                          |                                                                 |
| 2.5i (Велика Британія)       | 2009—2014               | 2457 см3 H4 (EJ25)       | 167 к. с. (123 кВт) при 5600 об/хв, 229 Н·м при 4000 об/хв      |
| 2.0D (Велика Британія)       | 2009—2014               | 1998 см3 H4 turbo (EE20) | 150 к. с. (110 кВт) при 3600 об/хв, 350 Н·м при 1800—2400 об/хв |
| Двигуни для Європи           |                         |                          |                                                                 |
| 2.5i (Європа)                | 2009—2014               | 2457 см3 H4 (EJ25)       | 167 к. с. (123 кВт) при 5600, 229 Н·м при 4000 об/хв            |
| 2.0D (Європа)                | 2009—2014               | 1998 см3 H4 turbo (EE20) | 150 к. с. (110 кВт) при 3600 об/хв, 350 Н·м при 1800—2400 об/хв |
| Двигуни для Австралії        |                         |                          |                                                                 |
| 2.5i (Австралія)             | 2009—2014               | 2457 см3 H4 (EJ25)       | 173 к. с. (127 кВт) при 5600 об/хв, 230 Н·м при 4000 об/хв      |
| 3.6R (Австралія)             | 2009—2014               | 3630 см3 H6 (EZ36)       | 260 к. с. (191 кВт) при 6000 об/хв, 335 Н·м при 4400 об/хв      |

## П'яте покоління— тип BS (2014—2021)

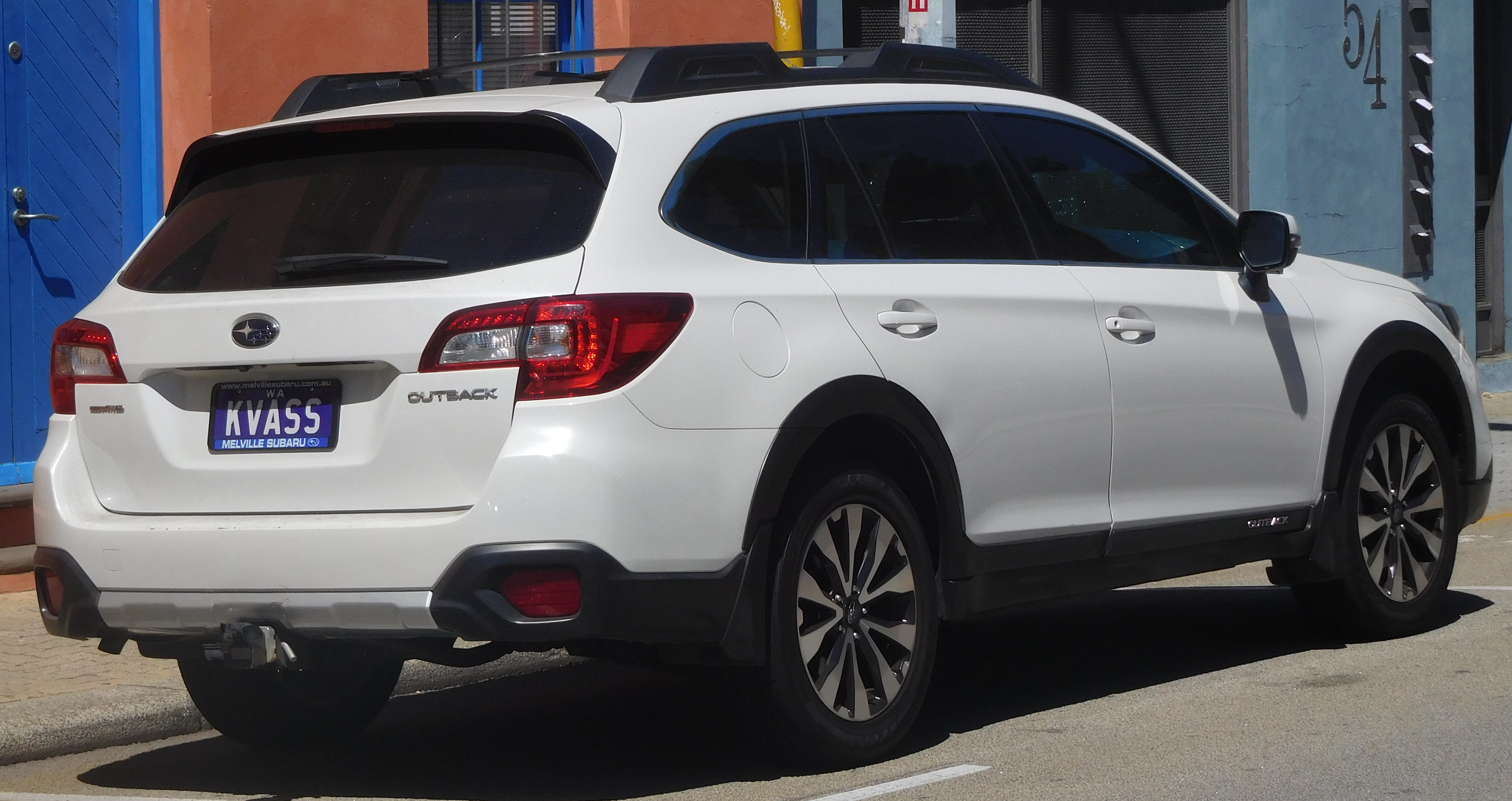
Subaru Outback 2.5i

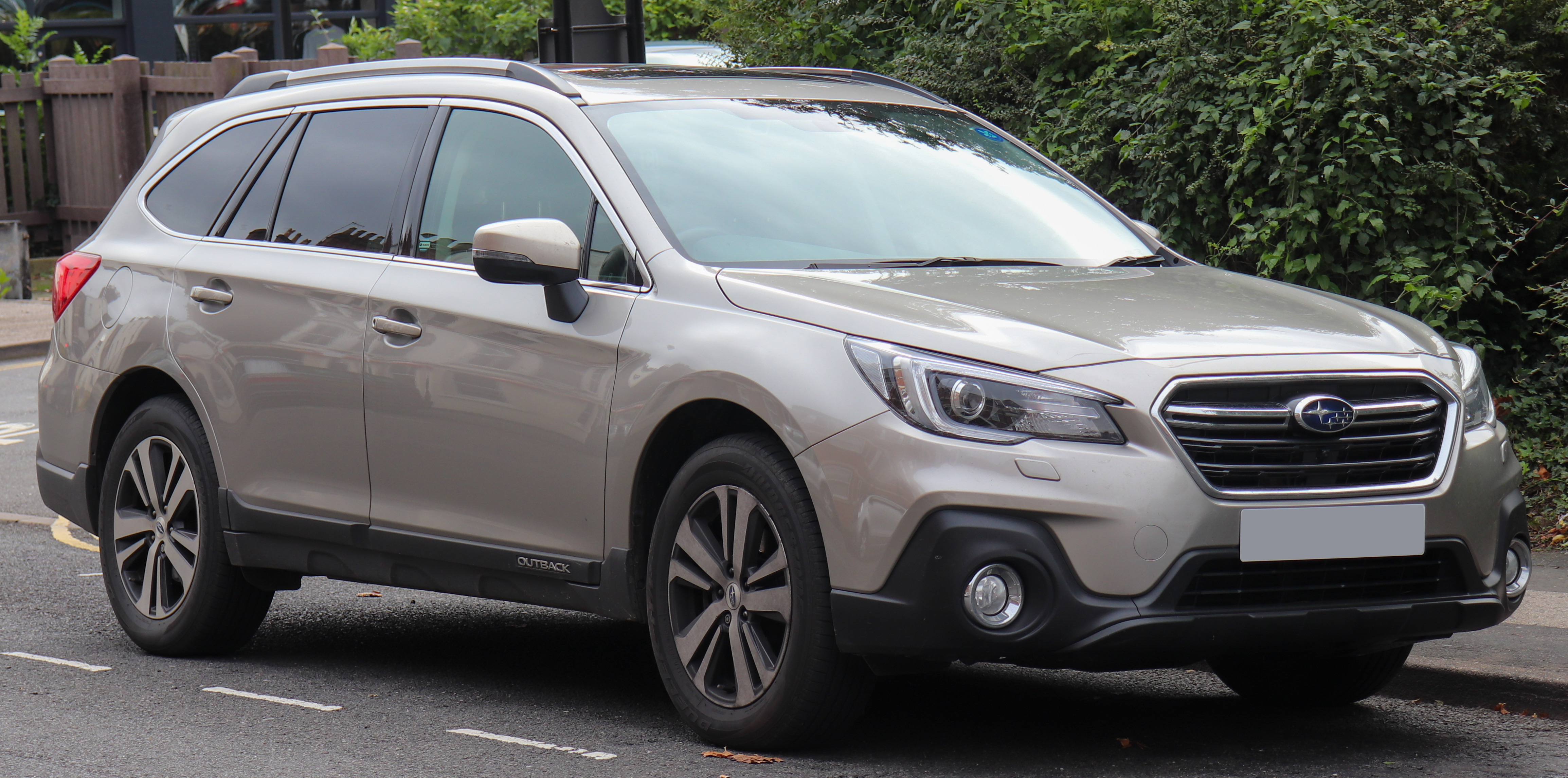
Subaru Outback 2.5i (2018—2021)

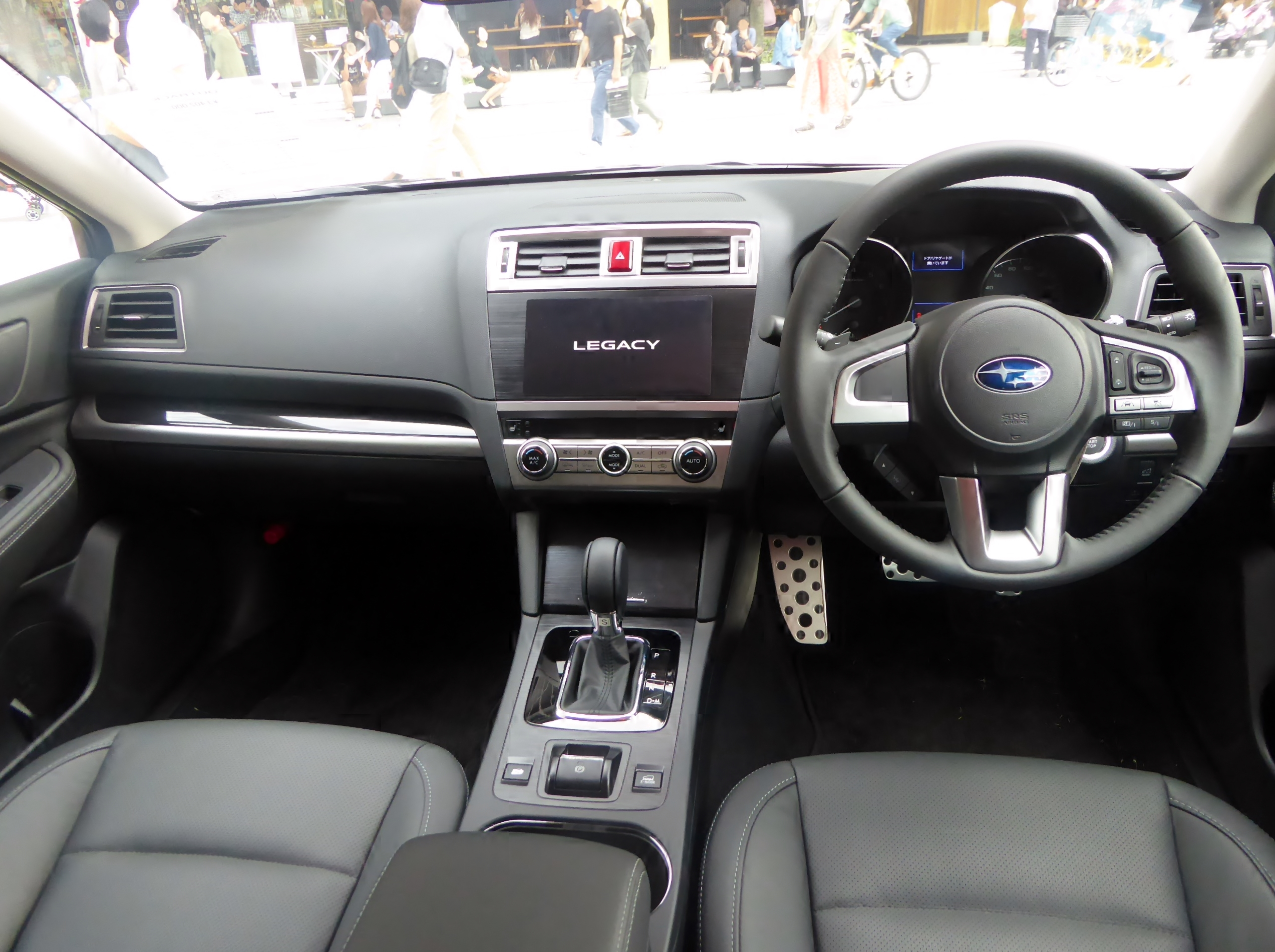

У квітні 2014 року на автосалоні в Нью-Йорку дебютував Subaru Outback 5-го покоління. Автомобіль засновано на базі Legacy.
Кроссовер-універсал Outback від Subaru є одним із небагатьох кроссоверів із якостями позашляховика, експлуатаційні характеристики якого повністю відповідають його суворому екстер'єру. На відміну від Toyota Venza, Chevrolet Equinox чи Nissan Murano, система повного приводу Outback сконструйована з метою відповідати складнішим умовам бездоріжжя, а не лише рухатися засніженими дорогами та пильними стежками. Модель має кліренс заввишки 22 см та режим пересування бездоріжжям X-Mode.
Зовнішнє розкішне спорядження автомобіля у поєднані із новітніми технологіями допомоги водієві, серед яких система попередження та зменшення наслідків зіткнення EyeSight, від Subaru, та активний круїз-контроль, зводять Outback до рівня багатьох преміальних розкішних позашляховиків. Subaru Outback 2016 року забезпечує комфортний рух, має точний рульовий механізм, а його двигун об'ємом 2,5 л допомагає досягти вражаючої економії палива. У кроссовері-універсалі Outback стандартним двигуном є 4-циліндровий, а 6-циліндровий передбачений як опція для версій Limited. Незалежно від типу двигуна, автомобіль буде обладнаний безступеневою автоматичною трансмісією Lineartronic, яка включає підрульові пелюстки, для вибору попередньо налаштованих передавальних чисел та симуляції механічної трансмісії.

### Двигуни
Бензин:
- 2.5 L i-AVLS SOHC EJ253 H4170 к.с.
- 2.5 L DAVCS DOHC FB25 H4 170 к.с.
- 3.6 L DAVCS DOHC EZ36D H6 256 к.с.

Дизель:
- 2.0 L DOHC turbodiesel EE20 H4 148 к.с.

## Шосте покоління— тип BT (2019— донині)

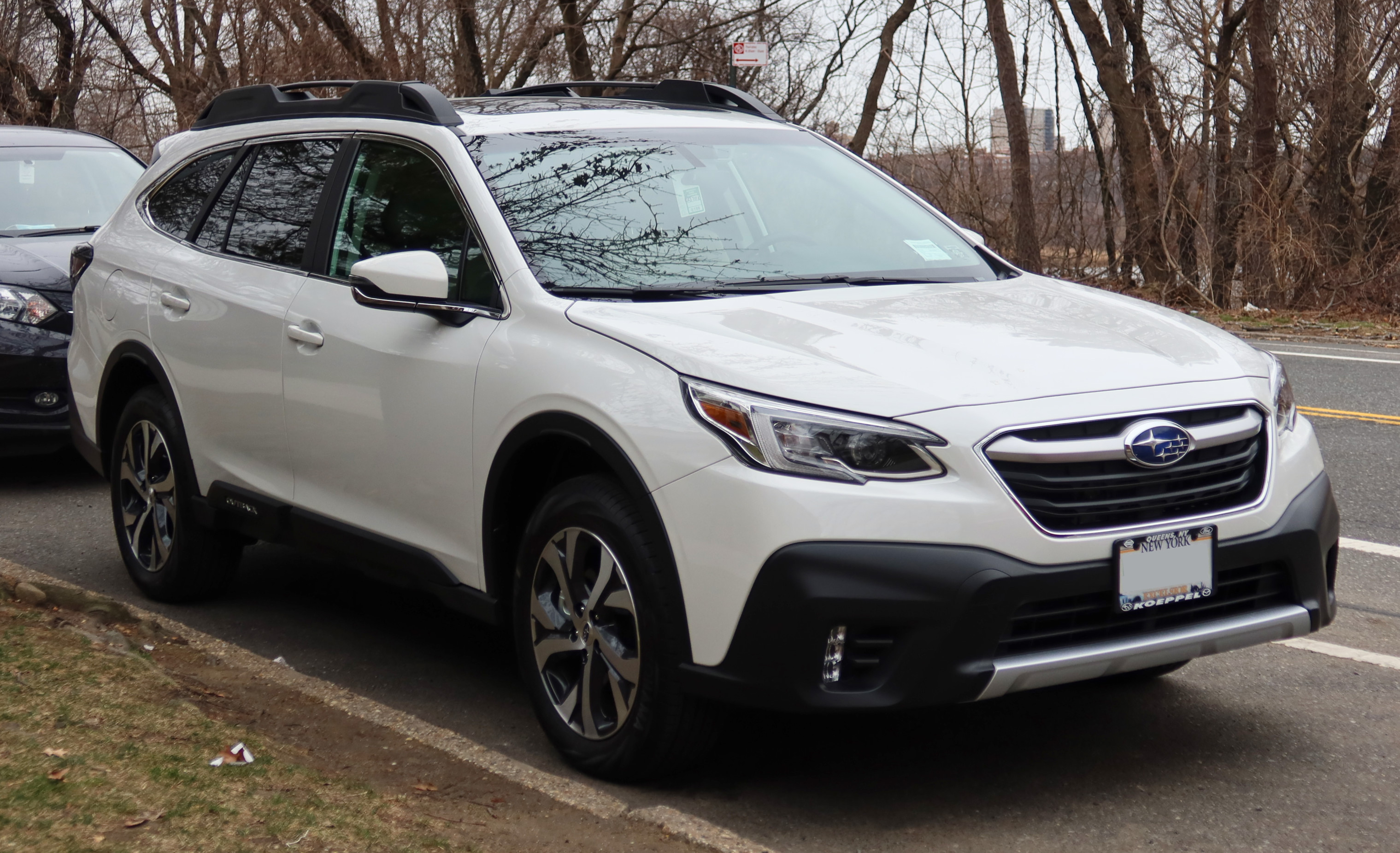
Subaru Outback AWD (2019—2022)

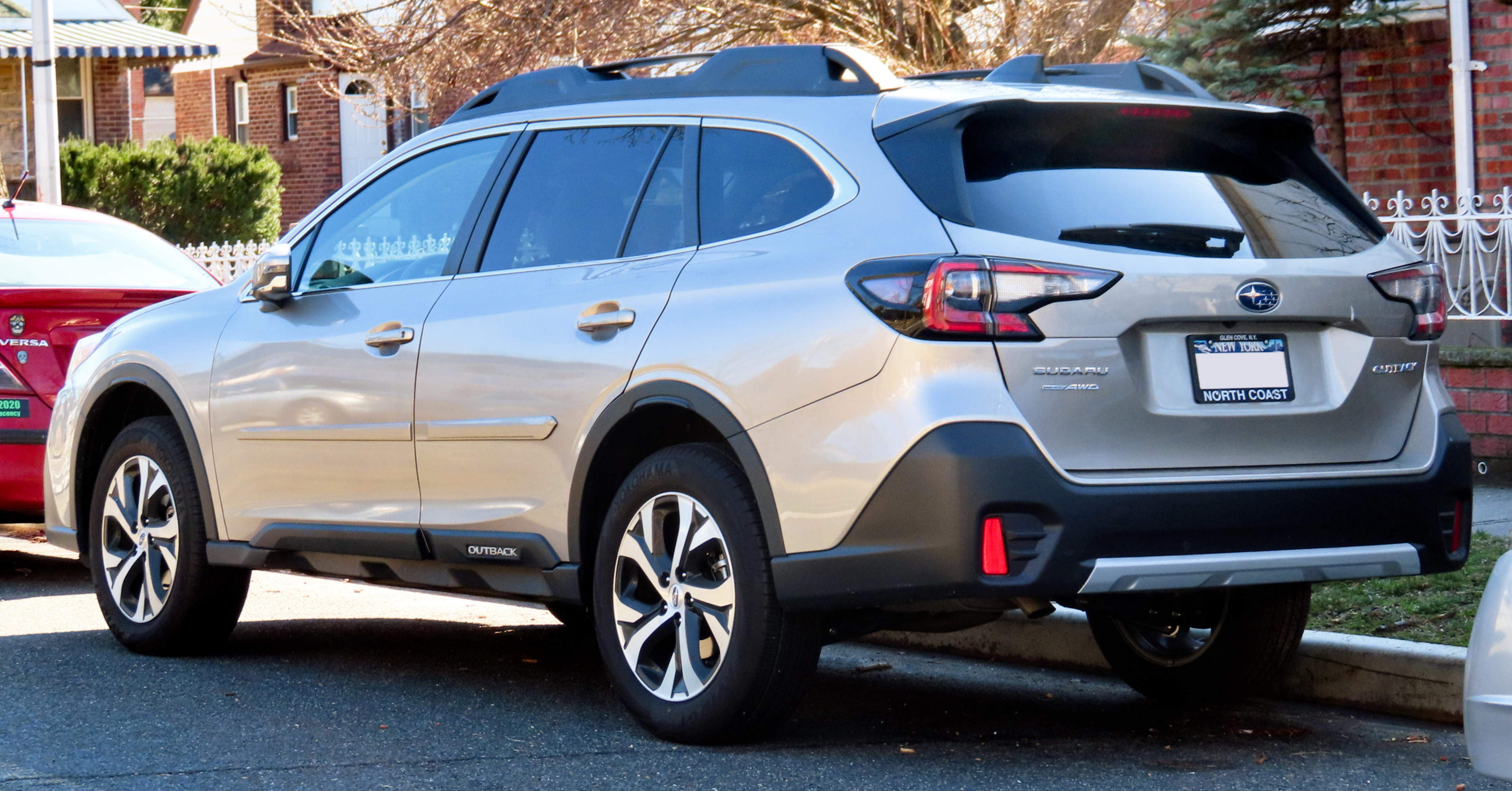

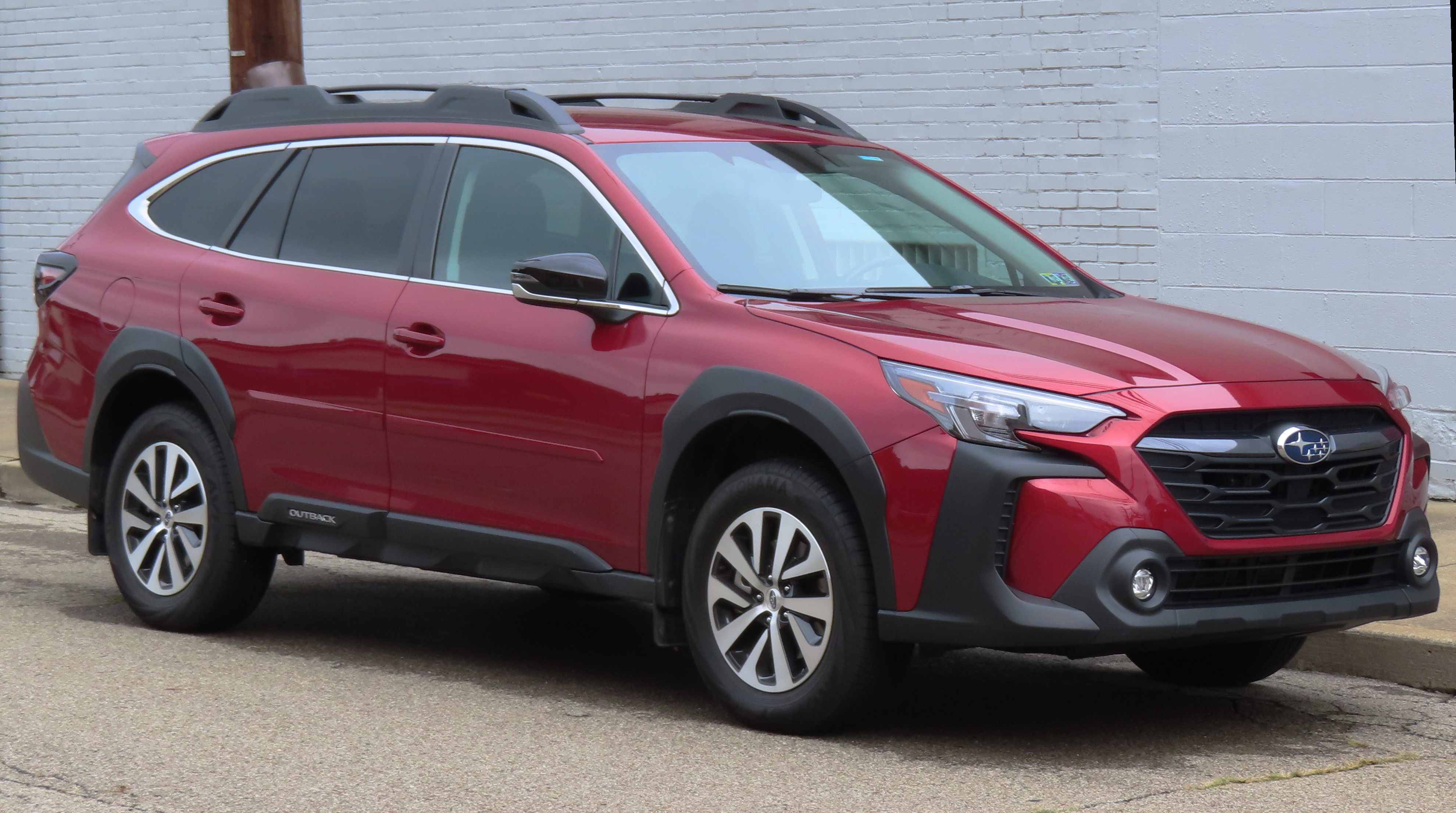
Subaru Outback AWD (з 2022)

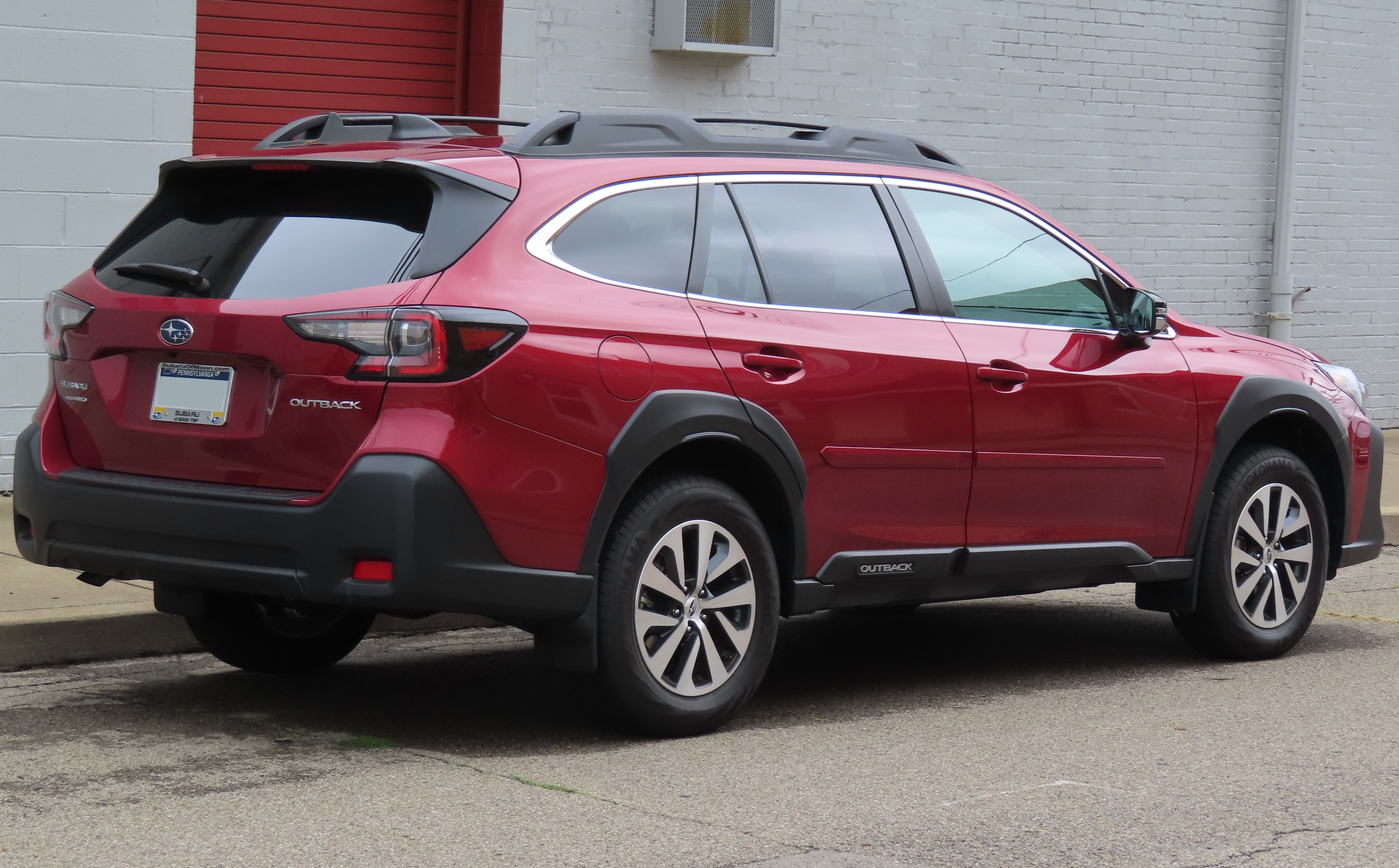
Subaru Outback AWD (з 2022)

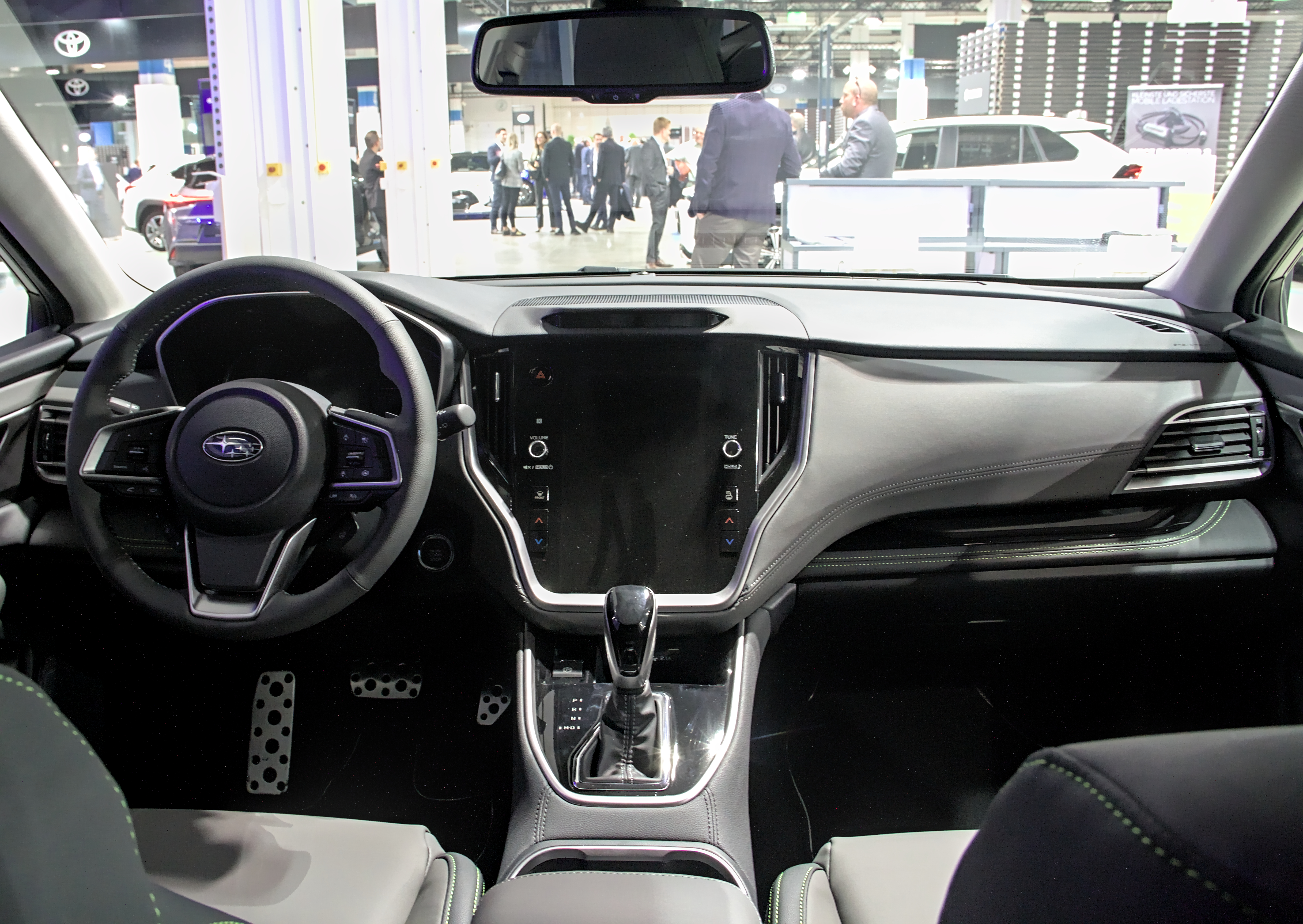

Subaru Outback (6-те покоління) дебютував на міжнародному автосалоні в Нью-Йорку 17 квітня 2019 року із розрахунком з'явитися в автосалонах Сполучених Штатів восені 2019 року. Outback 2020 року була перенесена на Глобальну платформу Subaru (SGP).
Автомобіль обладнона новою системою безпеки — система розпізнавання обличчя, яка використовує камери для попередження водія, якщо система виявить, що вони відволікаються або стомлюються.
Зміни та особливості відображають ті, які були запозичені у Legacy. Кліренс Outback становить 220 мм.
Оновлений салон Subaru Outback має тонші, ніж у попередника, стійки даху для кращої оглядовості. Базові моделі оснащені виключно механічними налаштуваннями, топові комплектації мають десять автоматичних режимів налаштування. У стандартній версії сидіння обшиті тканиною, додатково можна замовити натуральну шкіру або замшу. Як опції пропонуються підігрів і вентиляція передніх сидінь, підігрів задніх сидінь і керма. Передбачено два повних набори кріплень дитячих крісел LATCH. Об'єм багажника Outback 920 літрів із розкладеними задніми сидіннями, 2143 літри зі складеними.
Стандартним для Outback 2020 є 2,5-літровий чотирьохциліндровий двигун на 185 к. с. і 239 Н·м у парі з варіатором. Привід стандартно повний. Витрата пального Subaru Outback 9,0 л/100 км у міському, 7,1 л/100 км у заміському і 8,0 л/100 км у змішаному циклах. Альтернативно пропонується 2,4-літровий 4-циліндровий турбодвигун на 260 к. с. і 376 Н·м разом із варіатором. Привід повний. Витрата пального становить 10,2 л/100 км у місті, 7,8 л/100 км за його межами і 9,0 л/100 км у середньому.
У 2021 році 6-те покоління моделі має з'явитися у Європі.
У базу універсала входять адаптивний круїз-контроль, попередження про можливе зіткнення, автоматичне екстрене гальмування, попередження про виїзд за межі смуги руху і система допомоги руху по смузі. Стандартними є автоматичне дальнє світло і камера заднього виду. Опціонально доступні моніторинг сліпих зон, попередження про перехресний рух позаду, автоматичне екстрене гальмування при русі заднім ходом, адаптивні фари, система контролю стану водія і камера фронтального огляду.
У 2021 році Subaru Outback отримав оновлення безпеки. Тепер система сповіщатиме водія про непристебнуті ремені безпеки всіх пасажирів та наявність пасажирів на задніх сидіннях.

### Двигуни
- 1.8 L CB18 DOHC H4 T (Японія)
- 2.4 L FA24F DOHC H4 T 260 к. с.
- 2.5 L FB25D DOHC H4 168/182 к. с.

## Сьоме покоління (2025)

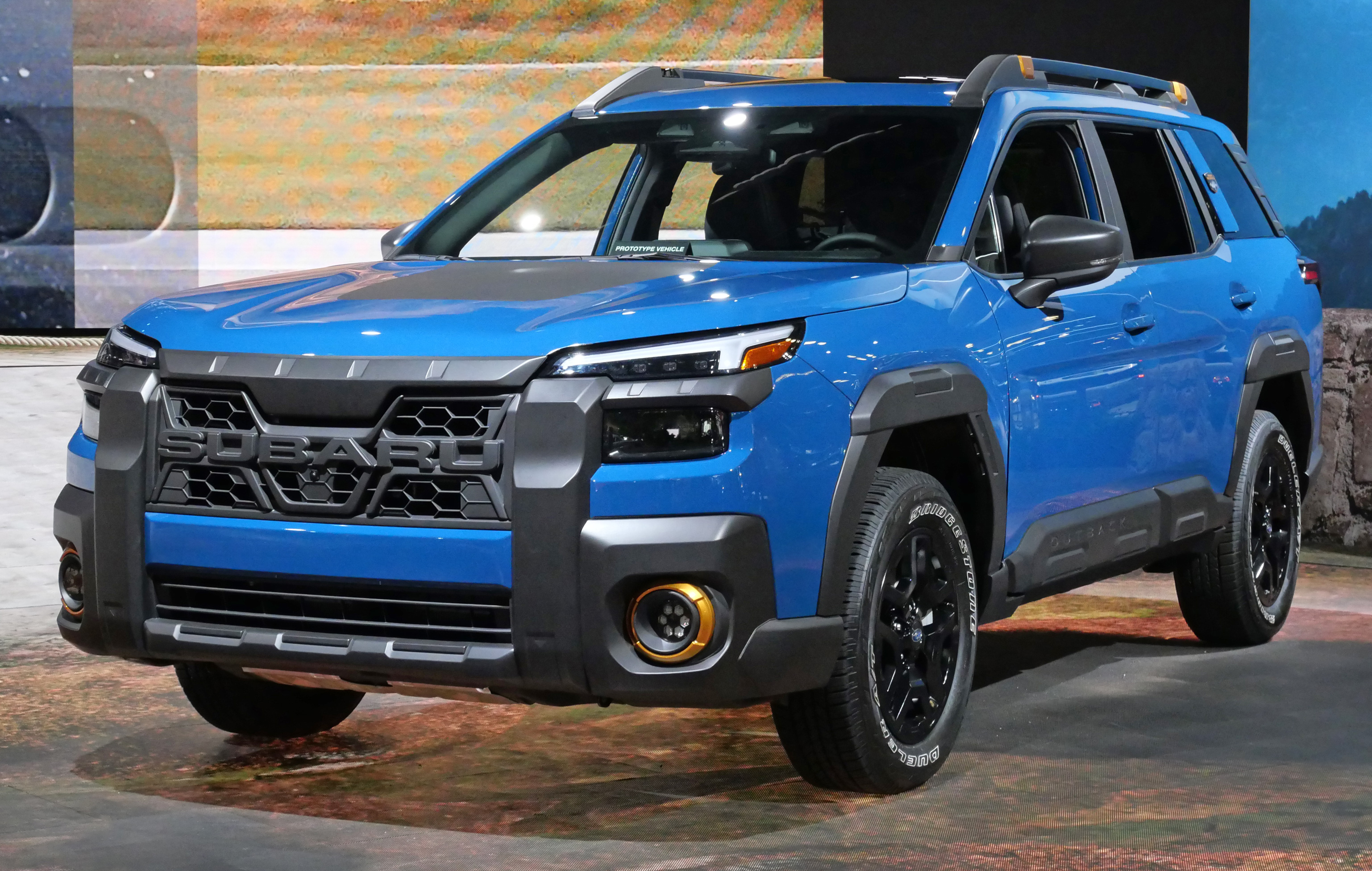
Subaru Outback Wilderness (BU)

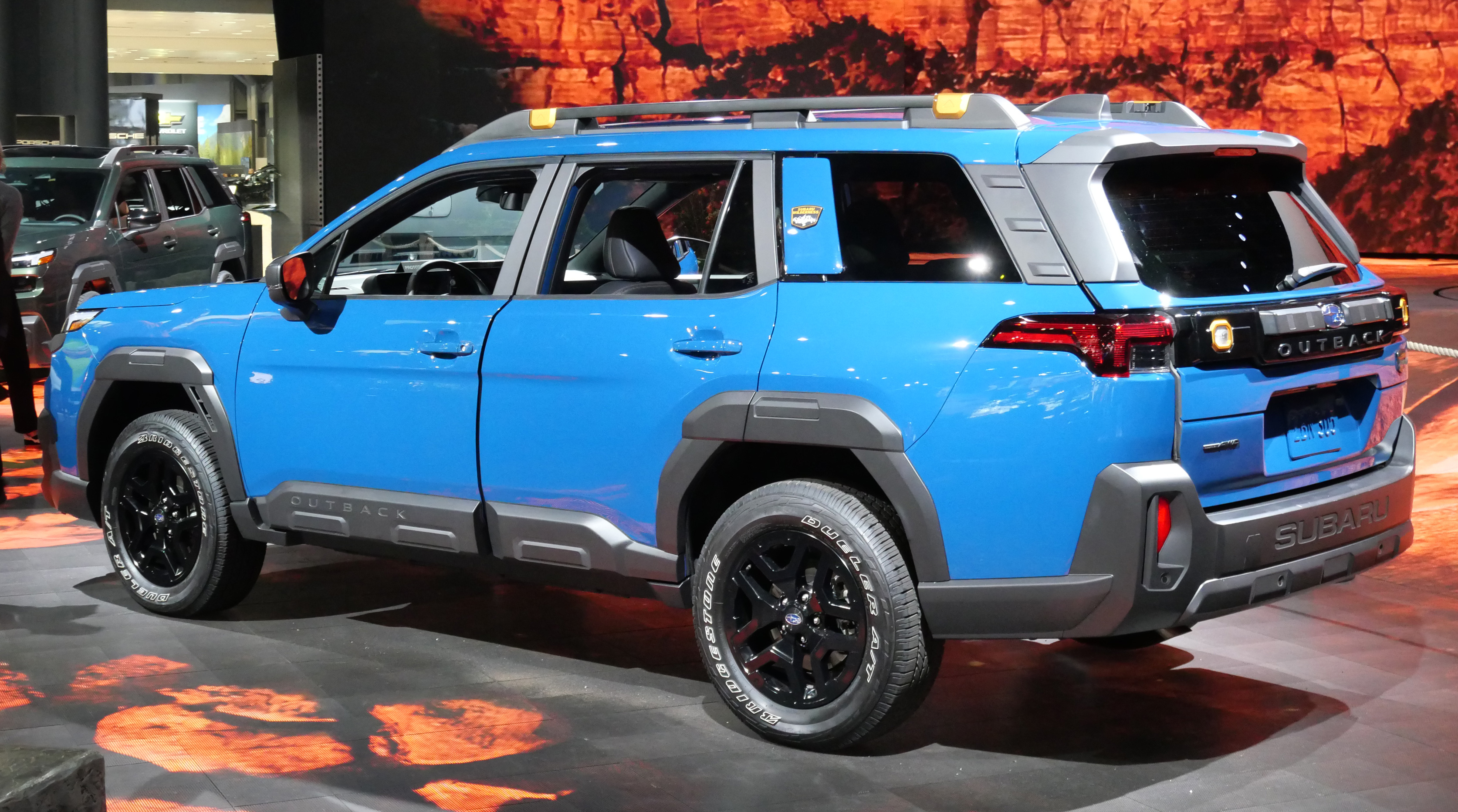
Subaru Outback Wilderness (BU)

Сьоме покоління було представлене 16 квітня 2025 року. Плановане надходження в продаж у Північній Америці наприкінці 2025 року автомобілів 2026 модельного року.
Базовим двигуном є 2,5-літровий чотирициліндровий атмосферний двигун, який видає 180 к. с. і 242 Н·м крутного моменту, тоді як версія Wilderness отримала ідентинчний до попереднього покоління потужніший 2,4-літровий чотирициліндровий двигун із турбонаддувом, який видає 260 к. с. і 377 Н·м (також доступний для звичайного Outback у комплектаціях XT). Обидва двигуни працюють у парі з безступінчастою автоматичною коробкою передач і постійним повним приводом.

### Двигуни
- 2.4 L FA24F H4-T 180 к.с. 242 Нм
- 2.5 L FB25D H4 260 к.с. 377 Нм

## Subaru Outback Sport
Поряд із великим Outback на базі Legacy, Subaru в 1994 році в Північній Америці випустила Outback Sport (1995 модельного року). Автомобіль розробили на основі хетчбека Subaru Impreza, додавши ознаки позашляховика у зовнішній вигляд. Subaru в Північній Америці почали продавати наступні покоління: друге (2000—2007) та третє (2007—2011). У 2012 році Outback Sport замінила глобальна модель Subaru XV.
|           |
| 1994—2000 |

|           |
| 2000—2007 |

|           |
| 2007—2011 |